# Joseph Atsumi Misue
Joseph Atsumi Misue (jap. ヨゼフ三末篤實 Yosefu Misue Atsumi; ur. 24 kwietnia 1936 w Hoki, zm. 28 czerwca 2016 w Hiroszimie) – japoński duchowny rzymskokatolicki, w latach 1985-2011 biskup diecezjalny Hiroszimy. 

## Życiorys
Święcenia kapłańskie przyjął 19 marca 1962 roku. 29 marca 1985 papież Jan Paweł II mianował go biskupem Hiroszimy. Sakry udzielił mu 16 czerwca 1985 Paul Hisao Yasuda, ówczesny arcybiskup metropolita Osaki. W kwietniu 2011 osiągnął biskupi wiek emerytalny (75 lat) i zgodnie z prawem kanonicznym przesłał do Watykanu swoją rezygnację, która została przyjęta z dniem 13 czerwca 2011. Od tego czasu pozostawał biskupem seniorem diecezji.